# سارا ثورنتون
سارا ثورنتون (بالإنجليزية: Sara Thornton) هي ضابطة شرطة بريطانية، ولدت في 27 ديسمبر 1962 في بول في المملكة المتحدة.